# Archipel de la Reine Adélaïde
L'archipel de la Reine Adélaïde (en espagnol : archipiélago Reina Adelaida) est un ensemble d'îles qui font partie des Andes patagoniennes. Il est situé dans le sud du Chili, en région de Magallanes et de l'Antarctique chilien, province de Última Esperanza.

## Géographie
Sa limite nord est le détroit de Nelson (Estrecho Nelson) ; à l'est il est bordé par le canal Smyth, au sud par le détroit de Magellan (Estrecho de Magallanes) et à l'ouest par l'océan Pacifique. 
Les principales îles de l'archipel sont : les Îles Chaigneau (ceb), l'île Pacheco, l'île Contreras, l'île Ramírez, l'île Manuel Rodriguez, l'île Cochrane, l'île Juan Guillermos, l'île Pedro Montt, l'île Vidal Gormaz, l'île Maldonado et les îles Rennell.

## Histoire
Le premier à apercevoir les îles de cet archipel est Fernand de Magellan en 1520, quand il pénètre dans le détroit qui porte son nom. 
Plus tard, au XXe siècle, le cuirassé Magallanes se livre à l'exploration de la zone, ce qui permet au Chili de revendiquer ces îles.

## Protection
Les îles de l'archipel font partie de la réserve nationale Alacalufes[réf. nécessaire].